# Oswaldella vervoorti
Oswaldella vervoorti is een hydroïdpoliep uit de familie Kirchenpaueriidae. De poliep komt uit het geslacht Oswaldella. Oswaldella vervoorti werd in 1998 voor het eerst wetenschappelijk beschreven door Peña-Cantero & García-Carrascosa. 